# DHLアビエーション

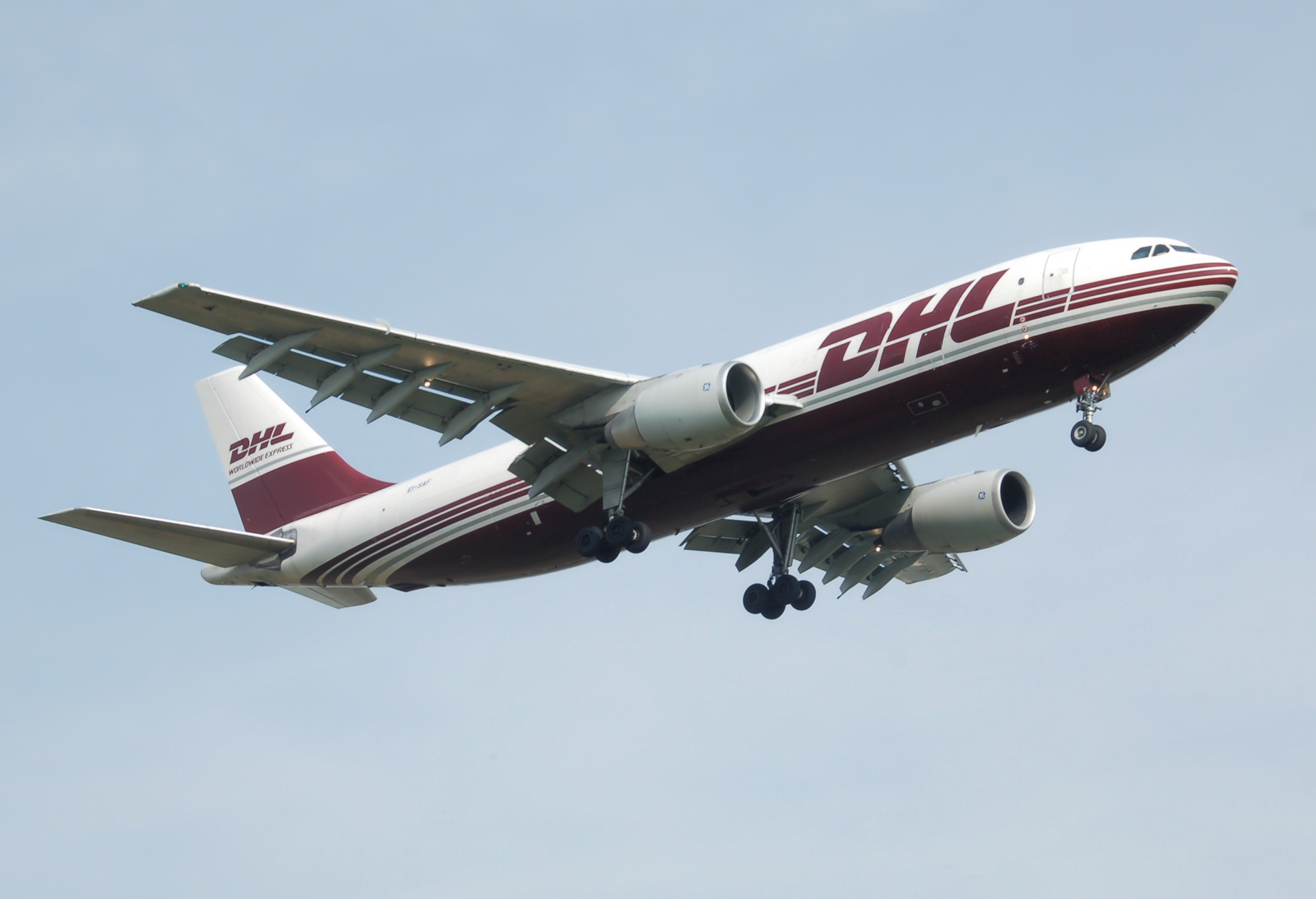
エア・コントラクターズのエアバスA300-200F (2010)

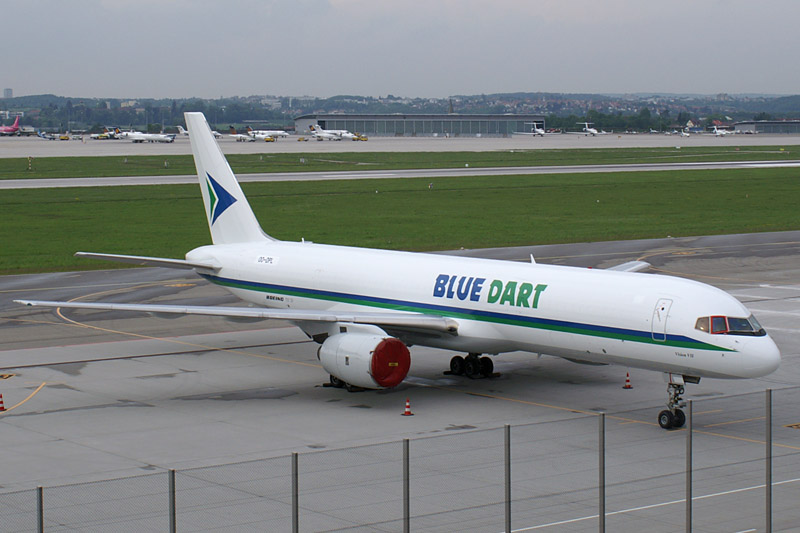
ブルーダート・アビエーションのBoeing 757-200(SF)

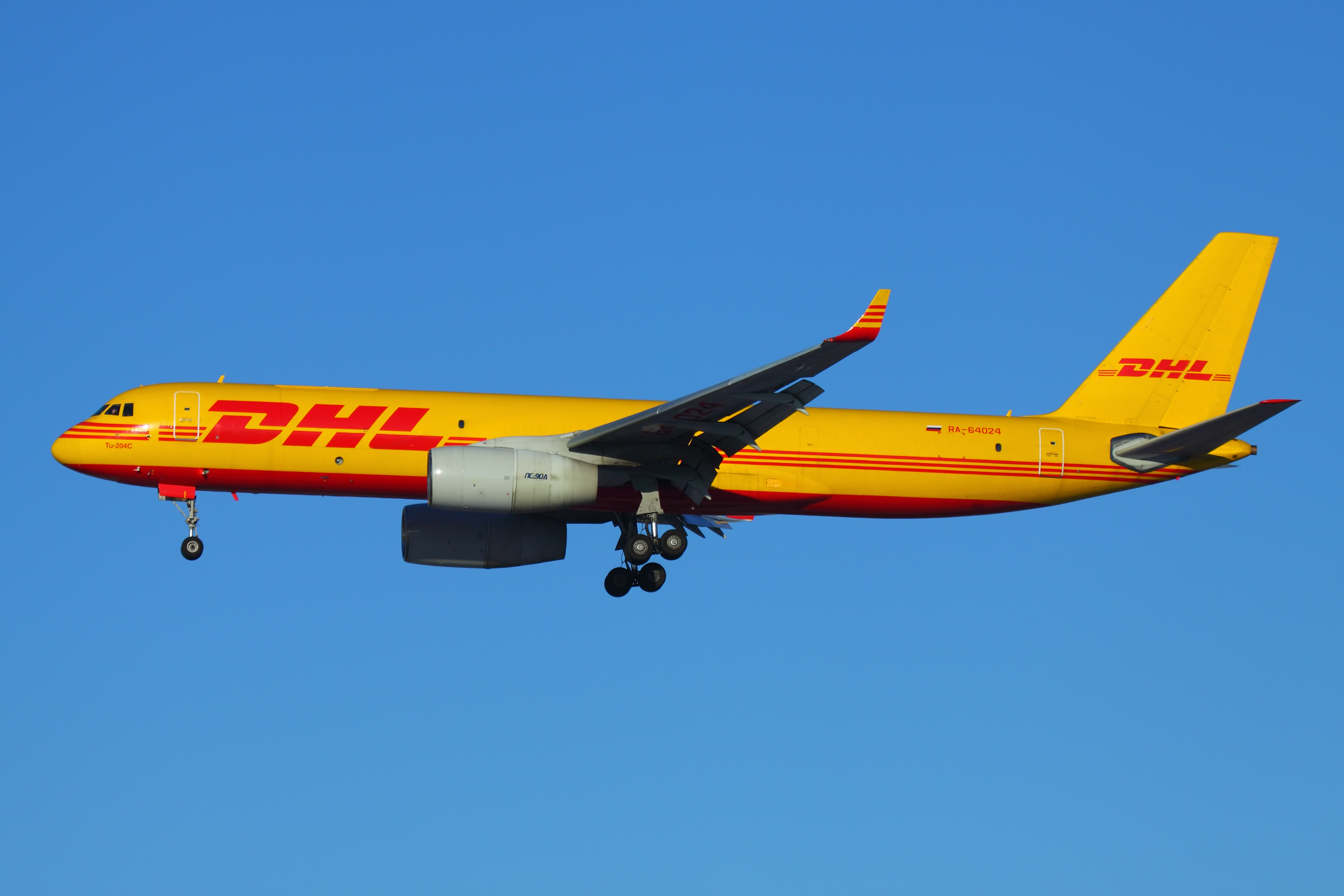
Aviastar-TUのツポレフTu-204

DHLアビエーション（DHL Aviation）は、ドイツポストグループ、DHLエクスプレスの空運を行う事業部。DHLアビエーションとして1つの企業ではなく、様々な形態による企業グループの名称。

## 概要
ドイツポストは地域別に5つの主要な航空会社を所有している。
- ヨーロピアン・エア・トランスポート・ライプツィヒ（英語版）は、ライプツィヒ・ハレ空港を拠点とし、ヨーロッパの主要路線と中東、アフリカ向けの長距離路線を担当している。
- DHLエアUK（英語版）は、イースト・ミッドランド空港を拠点とし、ヨーロッパ域内、大陸間路線を担当している。1989年にDHLに買収された航空会社。
- DHLアエロ・エクスプレソ（英語版）は、中央・南アメリカを担当している。
- SNAS/DHLは、バーレーン国際空港を拠点とし、中東・アフリカを担当している。
- ブルーダート・アビエーション（英語版）は、チェンナイ空港を拠点とし、インドを担当している。

上記5社に加え小規模な航空会社も所有している。
- DHLデ・グアテマラ（英語版）, グアテマラ
- アエロ・エクスプレス・デル・エクアドル（英語版）, エクアドル

ドイツポストは以下の航空会社の株式も保有しており、DHL塗装の航空機を運用している航空会社も存在する。
- アエロロジック - ドイツ (50%).
- エア・ホンコン - 香港 (40%).
- ABXエア - アメリカ (0%, 契約).
- ポーラーエアカーゴ - アメリカ (49%).
- サザン・エア - アメリカ (0%, 契約).
- ソレンタ・アビエーション（英語版） - 南アフリカ (不明).
- タスマン・カーゴ航空（英語版） - オーストラリア (49%).